# Nguyên lý Huygens-Fresnel

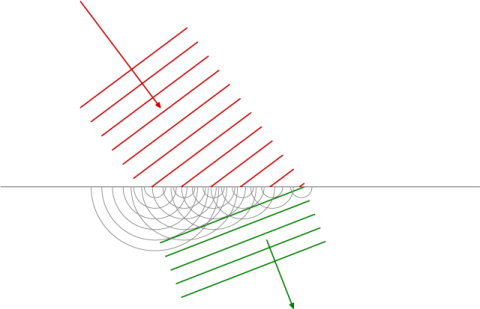
Khúc xạ của sóng, giải thích theo quan điểm của Huygens.

Nguyên lý Huygens-Fresnel (đặt theo tên của nhà vật lý người Hà Lan Christiaan Huygens, và người Pháp Augustin-Jean Fresnel), ban đầu được đưa ra trong lý thuyết sóng ánh sáng Huygens, giải thích sự lan truyền của ánh sáng như các sóng, nay được ứng dụng trong tính toán về lan truyền của sóng nói chung.
Về cơ bản, nguyên lý này cho rằng mỗi điểm nằm trên đầu sóng là nguồn cho các sóng thứ cấp mới; và sự lan truyền của toàn bộ là tổng của các sóng thứ cấp đến từ mọi điểm trong môi trường mà sóng đã đi qua. Cách tiếp cận này cho phép giải thích nhiều hiện tượng quang học và hiện tượng sóng nói chung, như hiện tượng nhiễu xạ.
Khi mới ra đời vào thế kỷ 17, nguyên lý Huygens đã thành công trong việc giải thích hàng loạt hiện tượng quang học từ khúc xạ, phản xạ đến nhiễu xạ và giao thoa, dù cho, dưới ảnh hưởng của Isaac Newton, lý thuyết này không được quảng bá bằng lý thuyết hạt ánh sáng của Newton. Sau này nguyên lý Huygens được cho thấy là phù hợp với các lý thuyết vật lý khác về tính chất sóng của vật chất. Ví dụ trong lý thuyết trường lượng tử, biên độ sóng của một sóng-hạt tại một điểm (tỷ lệ với mật độ xác suất tìm thấy hạt đó) bằng tổng biên độ của các hàm sóng tích phân theo mọi đường lan truyền của nó từ nguồn tới điểm đã cho.

## Nội dung
- Mỗi điểm của môi trường có sóng sáng truyền tới đều được coi là nguồn sáng thứ cấp phát ra những sóng sáng gửi về phía trước nó.
- Nguồn sáng thứ cấp có biên độ và pha dao động là biên độ và pha dao động sáng do nguồn sáng thực S gây ra tại vị trí của nguồn sáng thứ cấp đó.
- Để tính dao động sáng thực do nguồn S gây ra tại một điểm M bất kì, ta có thể thay thế nguồn sáng thực S bằng những nguồn sáng thứ cấp thích hợp nằm trong mặt kín tưởng tượng bao quanh nguồn. Dao động sáng tại điểm M sẽ là tổng hợp các dao động sáng do nguồn thứ cấp nằm trên mặt kín gây ra tại điểm M mà ta xét.